# دياويسي تايلور
دياويسي تايلور (مواليد 1 يناير 2000) هو لاعب كرة قدم غاني يلعب في مركز الهجوم في نادي فيوتشر.